# Vidre bufat

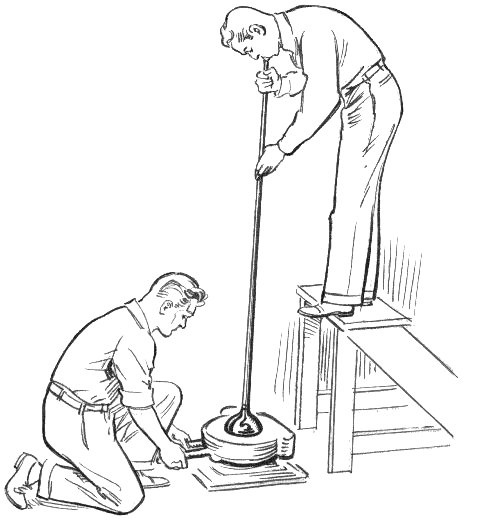
Bufat artesanal.

Es denomina  vidre bufat  a una tècnica de fabricació d'objectes de vidre mitjançant la creació de bombolles en el vidre fos. Aquestes bombolles s'obtenen injectant aire dins d'una peça de material a través d'un llarg tub metàl·lic, bé mitjançant d'una màquina o bé de forma artesanal, bufant per l'altre extrem, un sistema semblant al que s'utilitza per fer bombolles de sabó.

## Fases de la producció
Els components es porten a la temperatura de fusió en un forn que generalment té la forma de cúpula i que té tres parts:
- La part inferior que alberga el combustible.
- La part intermèdia on es col·loca la barreja que es fon.
- La part superior, anomenada càmera de recuit, en la qual els productes es deixen refredar lentament fins a assolir la temperatura ambient.

La pasta vítria està en contacte amb l'exterior per una obertura disposada al voltant del forn, en primer lloc se li dona a la pasta una forma cilíndrica i posteriorment l'operari pren una petita quantitat de pasta amb la canya que sol tenir entre un metre i un metre quaranta i cinc de longitud, ia través d'aquesta l'artesà comença a bufar per donar-li a fi la forma desitjada, de manera que l'objecte no perdi mai la mal·leabilitat, que li produeix la calor del forn. En aquesta fase es poden utilitzar motlles que acceleren el procés de bufat, al realitzar directament en els motlles. Un cop acabat aquest procés de modelatge, l'objecte de vidre és col·locat al forn de recuit on es continua coent a temperatures més baixes i de forma gradual per evitar esquerdes o trencaments degudes a canvis bruscos de temperatura.

## Història
El seu primer ús, que es remunta a temps molt antics, era per a objectes de bijuteria. Afegint-li diversos minerals durant la fosa s'obtenien comptes de diferents colors, mides i formes.
Es desconeix amb precisió l'origen d'aquesta tècnica, les dades més antics coneguts es remunten a la zona de Síria, cap al Segle I aC, difonent-se per tota la Mediterrània, a través de l'Imperi Romà.

## Bufat al borosilicat i reciclat
Actualment s'empren dos tipus principals de vidre per la tècnica del bufat:
- Vidre de borosilicat
- Vidre reciclat

En ambdós les tècniques són artesanals, i requereixen una gran destresa, donada la fragilitat i elevada temperatura del vidre. Amb aquesta tècnica es fabriquen el "vidre de Murano".

### Vidre al borosilicat
Comunament conegut amb el nom de la marca comercial "Pyrex", aquest vidre s'utilitza per a la confecció de pipes, anells, polseres, collarets i bijuteria; instrumental de laboratori, com provetes i matrassos, i tubs de neó en rètols publicitaris.
És un tipus de vidre més resistent que el vidre comú, amb una resistència química molt bona a l'aigua, àcids (menys a l'àcid fluorhídric i fosfòric calent), solucions de sal i dissolvents orgànics. També resisteix altes temperatures sense deformar-se, sense fer-ho per sota de 550 °C.
Aquesta tècnica artesanal empra eines com el bufador de gas butà o propà i oxigen, tenalles, pinces, gomes de bufat, torns, màquines de tall i els forns per al temperat del vidre. Els colors dels vidres s'obtenen del cristall pirex acolorits prèviament (de fàbrica).
Per poder fer una artesania amb aquesta tècnica, cal fondre el vidre  pyrex  fins a arribar a uns 2.000 °C, amb els quals es pugui modelar lliurement.
Per donar forma al volum interior, moltes vegades s'utilitza un tub metàl·lic que perfora el vidre, i s'infla a pulmó, i calibrar l'artesà l'aire necessari segons el diàmetre de la bombolla o la forma que vulguin fer. Quan la peça és molt gran, es supleixen els pulmons amb l'ajuda d'un compressor.

### Vidre bufat reciclat
Per a poder fondre el vidre cal una temperatura de 1.600 graus Celsius perquè prengui un comportament viscós i cristal·lí, amb el qual es podrà treballar amb facilitat. Molt líquid seria impossible de treballar igual que molt viscós.
S'aboquen càrregues de vidre en un forn (en artesania, comunament construït amb maons refractaris), i després d'abocades les càrregues s'iniciés la fosa del vidre.
Per poder prendre el vidre s'utilitza una "canya" (tub cilíndric d'acer buit) prèviament escalfada en el seu extrem allunyat de l'operari, per poder estar a la mateixa temperatura del vidre i prevenir així el xoc tèrmic, que dificultaria la seva adhesió al vidre. S'introduirà en la "tina" (diposito de vidre fos) del forn, un cop introduïda el cabell blanc se li donarà voltes al tub (sobre el seu eix), per poder obtenir la major quantitat de vidre (segons la peça a fabricar).
Un cop presa la massa de vidre es procedirà a donar-li una forma esfèrica sobre una placa d'acer, per poder manejar-millor (tot això girant la massa sobre l'ample o llarg de la placa). Una vegada tenint la forma desitjada, es passarà a bufar (amb la boca introduïda en un extrem de la canya, bufat) la bola per poder donar-li la dimensió desitjada (segons la peça a fabricar). Després es passarà a un motlle (d'acer en gra), i es procedirà a bufar amb moltes forces dins de la peça (dins del motlle), per poder donar-li una forma predeterminada (en produccions majors com gots, copes, gerres, gerros, etc. és necessari d'un motlle per agilitar la producció), una vegada tenint una forma "predeterminada", es talla d'un extrem amb un simple cop en el cabell blanc, deixant caure la peça sobre un contenidor (prèviament condicionat amb tela d'asbest a la part inferior i sorra sílice d'un gra massa gruixut), tot això amb la finalitat que la part on s'unia el tub amb la peça de vidre bufat serveixi com a boca d'alguna peça (només en gots, copes, gerros, enciameres, licoreres, ampolles). Una vegada que es diposita, amb un altre tub (per acabar), prèviament escalfat a la temperatura del vidre (al contenidor a 900 graus Celsius (°C), es prengués de la part on no aquesta l'obertura, i s'introduirà al forn (per una de les seves boques), per poder escalfar la peça per poder treballar-la. Un cop tenint la temperatura desitjada, s'obre a poc a poc els orificis amb unes tenalles (de ferro forjat artesanalment), per donar-li un diàmetre superior a l'inicial. Després d'obtingut el diàmetre calculat, s'utilitza un fustot cobert de paper de diari (prèviament humitejat amb aigua), i se li dona la forma a la boca, segons es desitgi.
Després d'acabada la peça, col·locant les aplicacions que es desitgin, es passa a un forn de tremp, per poder disminuir la temperatura a poc a poc, i aquest agafada característiques especials (segons el mètode del temperat) com duresa, tenacitat.